# Vampire Wknd Interview
Vampire Wknd Interview è il sesto album dei 2Hurt pubblicato il 15 aprile 2020.

## Il disco
Il disco, strumentale, si caratterizza per una durata media dei brani ridotta rispetto ai dischi precedenti e ha le sonorità rock essenziali e semplici, tra psichedelia, country e alternative folk americano, tipiche della band.

## Tracce
1. Fear Circus – 4:03
2. Heartless Gravitas – 1:56
3. Beyond somebody Sliver – 2:36
4. Pictures of Time – 2:26
5. Psycho Rondo – 1:37
6. No Tears Left To Cry – 2:12
7. Kiss your life – 1:41
8. Suicidal dream – 1:55
9. Because of anything – 1:44
10. Midnight Romance – 2:44
11. All I Have Is My Town – 3:04

## Formazione
- Paolo Spunk Bertozzi - chitarra elettrica
- Laura Senatore - violino
- Marco Di Nicolantonio - batteria
- Roberto Leone - chitarra acustica
- Andrea Samonà - basso